# San Paolo Albanese
San Paolo Albanese község (comune) Olaszország Basilicata régiójában, Potenza megyében.

## Fekvése
A megye délkeleti részén fekszik. Határai: Alessandria del Carretto, Cersosimo, Noepoli, San Costantino Albanese és Terranova di Pollino.

## Története
A települést 1534-ben alapították Moreából, a török terjeszkedések elől menekülő görög és albán lakosok, akárcsak San Costantino Albanese esetében.

## Népessége
A népesség számának alakulása:

## Főbb látnivalói
- Palazzo Smilari
- San Rocco-templom
- Esaltazione della Croce-templom
- San Francesco-kápolna